# Purulia
Purulia (bengalí পুরুলিয়া) a vegades Puruliya és una ciutat i municipi de Bengala Occidental a la riba nord del Kangsabati (o Kasai) a 23° 20′ N, 86° 22′ E / 23.33°N,86.37°E, capital del districte de Purulia. Segons el cens del 2001 té una població de 113.766 habitants.

## Història
Fou declarada capital del districte de Manbhum el 1838 en lloc de Manbazar. La municipalitat es va constituir el 1876.